# Референдум в Иране (март 1979)
Референдум о создании Исламской Республики состоялся в Иране 30 и 31 марта 1979 года. Референдум проходил сразу после победы Исламской революции 1979 года и преследовал цель утверждения новой формы государственного устройства. Бюллетень для голосования содержал один вопрос — «Согласны ли Вы с установлением в Иране Исламской Республики?» на который надо было дать ответ «да» или «нет».
Несмотря на то, что в обществе были противники такой формулировки, которые бойкотировали референдум, почти 99 % принявших участие в референдуме проголосовали «за».
После референдума конституция 1906 года была признана недействительной, и началась разработка новой конституции, которая была принята на референдуме в декабре 1979 года.
| Вариант ответа             | Число голосов | %    |
| -------------------------- | ------------- | ---- |
| За                         | 20 147 855    | 99,3 |
| Против                     | 140 996       | 0,7  |
| Недействительные бюллетени | 151 257       | 0,74 |
| Всего                      | 20 440 108    | 100  |
| Источник: Nohlen et al.    |               |      |